# Kristovo nebeské sezení

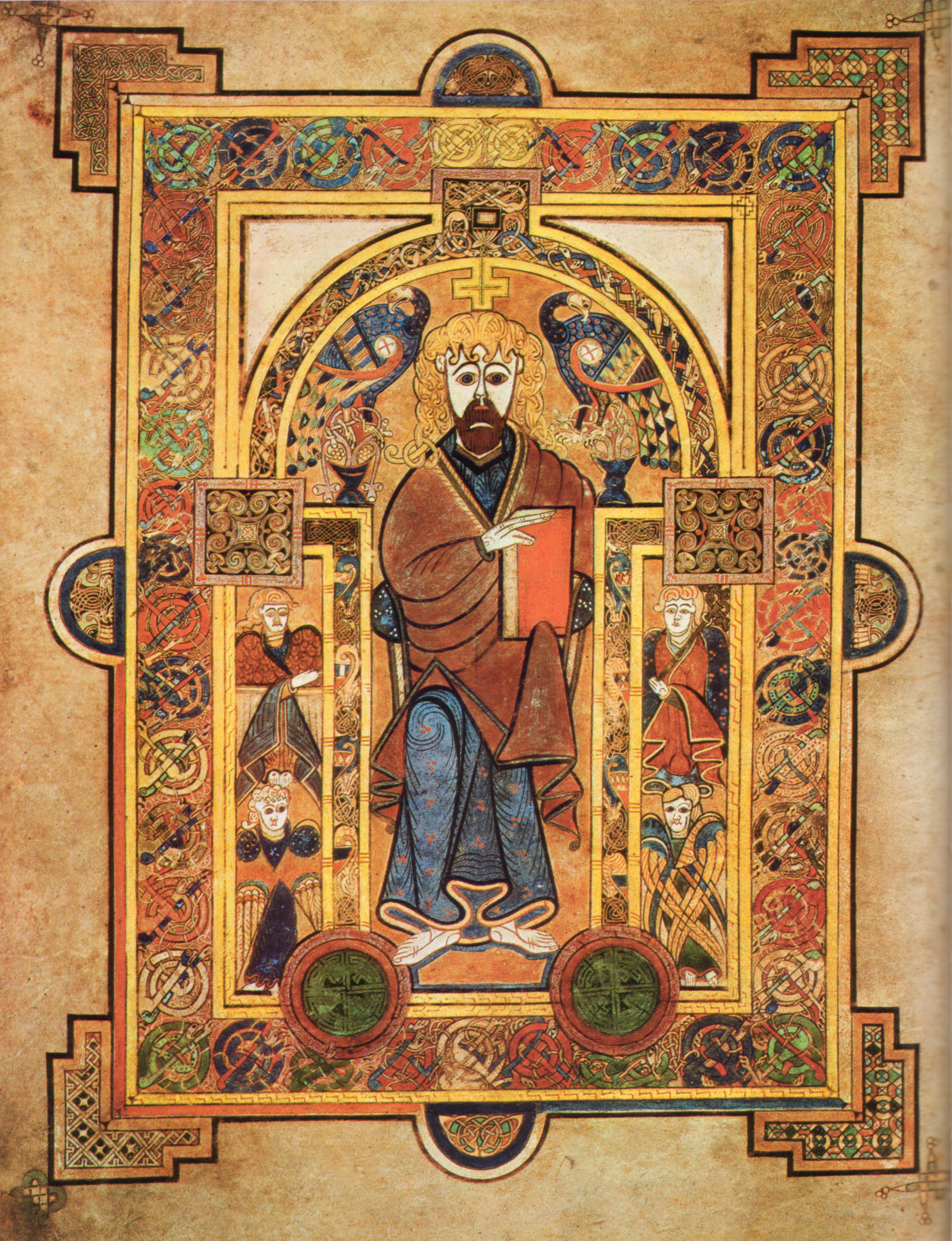
Ilustrace Krista na trůně z Knihy z Kellsu. Ústředním významem Kristova nebeského usednutí je jeho vláda jako krále.

Kristovo sezení neboli nebeské sezení (usednutí) je křesťanské učení, které tvrdí, že Ježíš Kristus sedí po pravici Boha Otce v nebi – slovo „sezení“ je archaické podstatné jméno, které znamená „sezení“. Ačkoli toto slovo dříve znamenalo „akt usednutí“, v současném užití je jeho význam poněkud širší a používá se pro označení zasedání z různých důvodů, například zasedání učitelů nebo zasedání soudu či rady. Nový zákon také zobrazuje Ježíše jako stojícího a kráčejícího v nebi, ale Kristovo sezení má zvláštní teologický význam, protože souvisí s rolí Krista jako Krále. Kristovo zasedání je jednou z doktrín výslovně zmíněných v Apoštolském vyznání víry, kde „sedí po pravici Boha Otce všemohoucího“ následuje bezprostředně po konstatování Nanebevstoupení. 

## Etymologie
Slovo „sezení“ je archaické podstatné jméno, které znamená sezení. Wayne Grudem poznamenává, že toto slovo dříve znamenalo „akt sezení“, ale v současném běžném používání již nemá tento jediný význam. Tento jazyk je použit v Žalmu – Ž 110, 1 (Kral, ČEP) a v listu Židům – Žid 10, 12 (Kral, ČEP). Ve Skutcích – Sk 7, 55 (Kral, ČEP) však Štěpán vidí Ježíše stát po Boží pravici, což může představovat Ježíše, který „na okamžik povstává z trůnu slávy, aby pozdravil svého prvomučedníka“, stojí jako svědek, aby potvrdil Štěpánovo svědectví, nebo se chystá k návratu.
V knize Zjevení – Zj 2, 1 (Kral, ČEP) se naopak o Ježíši píše jako o člověku, který kráčí mezi sedmi zlatými svícny. Robert Mounce se domnívá, že vzhledem k tomu, že tyto svícny představují sedm církví, Ježíšův pohyb naznačuje, že je „přítomen uprostřed nich a ví o jejich činnosti“.

## Biblické odkazy

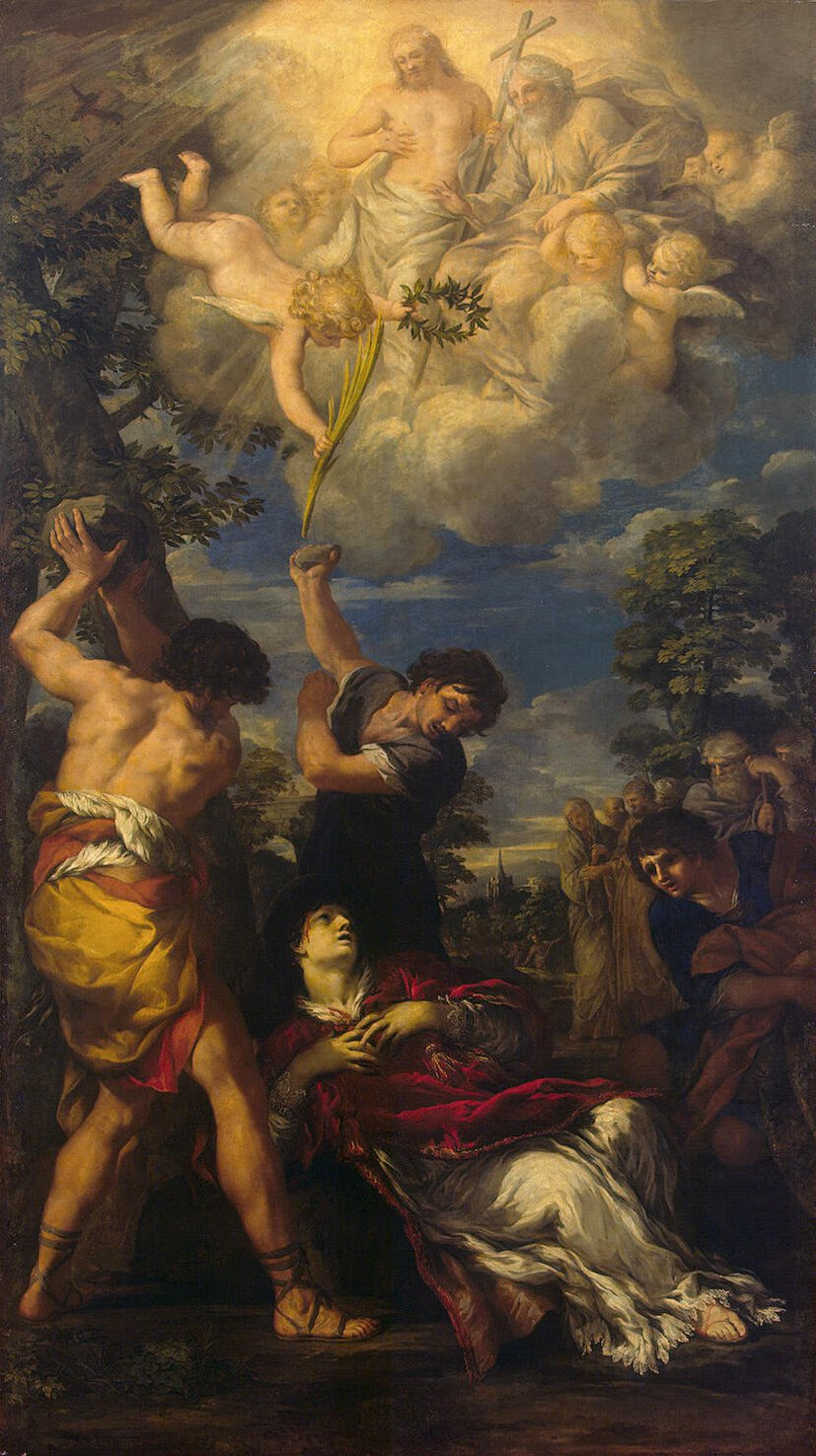
Pietro da Cortona, Ukamenování svatého Štěpána, 1660. Ve Skutcích – se píše, že když svatý Štěpán umíral, viděl Ježíše stát po Boží pravici.

Podle Skutků apoštolů – Sk 2, 33 (Kral, ČEP), byl Ježíš po svém vzkříšení a nanebevstoupení „vyvýšen na pravici Boží“. Petr, který kázal v den Letnic, považoval Ježíšovo vyvýšení za naplnění Žalmu – Ž 110, 1 (Kral, ČEP): „Hospodin praví mému Pánu: „Seď po mé pravici, dokud ti nepoložím tvé nepřátele za podnož tvým nohám.“ V Bibli je „pravice“ zvláštním čestným místem.

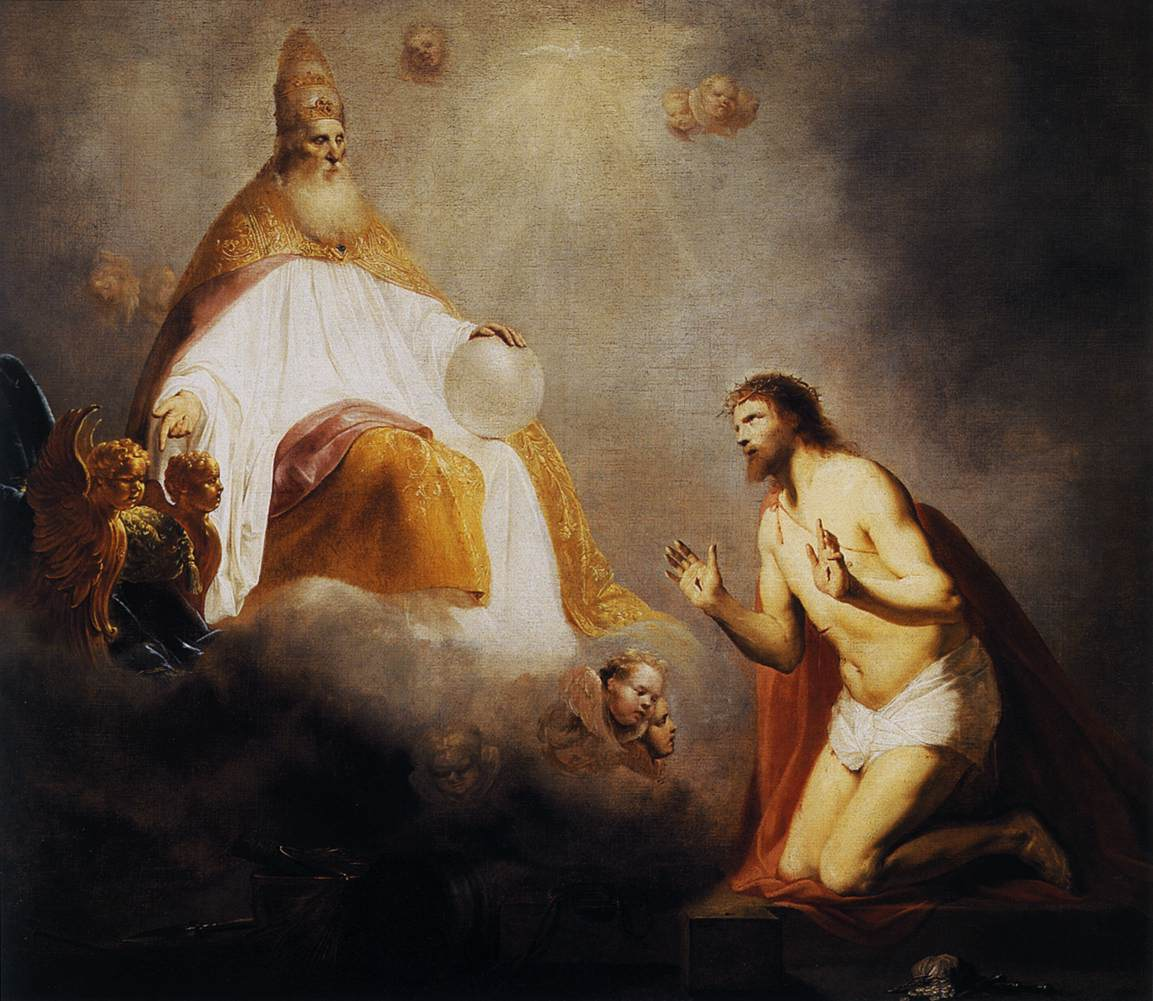
Pieter de Grebber, Bůh zve Krista, aby usedl na trůn po jeho pravici, 1645. Toto pozvání ze Žalmu 110,1 je citováno ve Skutcích apoštolů jako naplnění Kristova nebeského sezení.

Myšlenka Kristova nebeského sezení se objevuje podruhé ve vyprávění o Petrově kázání v knize Skutků. Ve Skutcích – Sk 5, 31 (Kral, ČEP) Petr říká, že Bůh Ježíše povýšil „na svou pravici“ (NIV), i když Ludvík Berkhof poznamenává, že dativ τῇ δεξιᾷ je možná třeba chápat spíše v instrumentálním smyslu („po své pravici“) než ve smyslu místním („po své pravici“).
Nebeské zasedání bylo důležité i pro další autory Nového zákona. V listu Židům, Žid 10, 12 (Kral, ČEP), Ježíš „usedl po Boží pravici“ poté, co „přinesl na věky jednu oběť za hříchy“. Stejně jako ve Skutcích – Sk 2 (Kral, ČEP) je zde použit jazyk Žalmu 110, přičemž v dalším verši se říká, že Ježíš čeká, „až se jeho nepřátelé stanou podnoží jeho nohou.“ Další novozákonní pasáže, které hovoří o Kristu jako o osobě po Boží pravici, jsou Ef 1, 20 (Kral, ČEP) (Bůh posadil Krista „po své pravici v nebeských říších“) a 1Petr 3, 22 (Kral, ČEP) (Ježíš „vstoupil do nebe a je po Boží pravici“).

## Teologický význam

### Ježíšovo vyvýšení

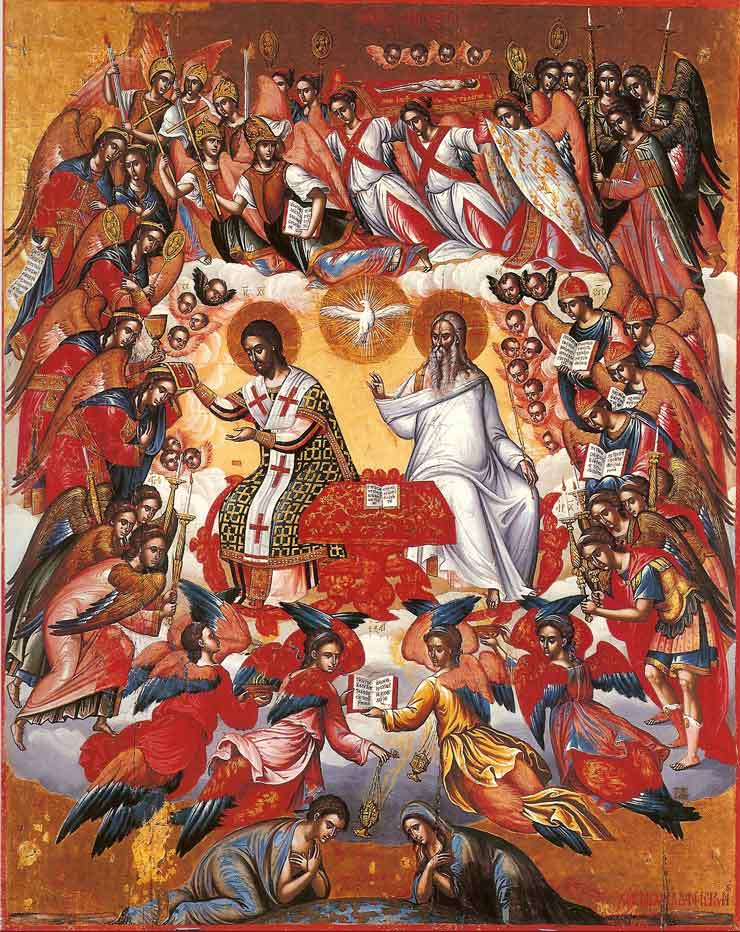
Michael Damaskenos Ikona svaté liturgie z krétské školy 16. století, na níž je patrný západní stylistický vliv

V Bibli být po pravici „znamená být označen jako být na zvláštním čestném místě“, a tak „plná účast vzkříšeného Krista na Boží cti a slávě je zdůrazněna tím, že je po Boží pravici.“
Nebeské sezení je často spojováno s nástupem Krista na trůn jako Krále. Katechismus katolické církve říká, že „usednutí po Otcově pravici znamená nastolení Mesiášova království.“ Ludvík Berkhof poznamenává, že při svém zasedání je Kristus „veřejně nastolen jako Bohočlověk a jako takový přijímá vládu nad církví, nebem i zemí a slavnostně vstupuje do skutečného řízení jemu svěřené moci.“
V Židům – Žid 10, 12 (Kral, ČEP) se však hovoří o Ježíšově kněžském úřadu. Usednutí odkazuje na dokončenou povahu díla, podobně jako „člověk usedne po dokončení velkého díla, aby si užil uspokojení z toho, že ho vykonal.“ F. F. Bruce tvrdí, že:
Přítomnost Mesiáše po Boží pravici znamená, že pro jeho lid se nyní otevírá cesta k Bohu, která je bezprostřednější a uspokojivější než zastaralý chrámový rituál.
Karl Barth říká, že Kristovo sezení je „první a poslední věcí, která je důležitá pro naši existenci v čase“, a že:
Ať už v našem prostoru nastane jakýkoli rozkvět nebo porážka, ať už se stane a pomine cokoli, jedna věc je stálá, jedna věc zůstává a trvá, toto jeho sezení po pravici Boha Otce.

### Původ
Viz též: Vysoká christologie
Novozákonní spisy uvádějí, že vzkříšení bylo „počátkem jeho vyvýšeného života“jako Krista a Pána. Ježíš je „prvorozený z mrtvých“, prōtotokos, první, který vstal z mrtvých, a tím získal „zvláštní postavení prvorozeného jako předního syna a dědice.“ Podle G. K. Beala, 
„Prvorozený“ odkazuje na vysoké, výsadní postavení, které Kristus získal v důsledku vzkříšení z mrtvých [...] Kristus získal toto výsostné postavení nad vesmírem nikoli v tom smyslu, že by byl uznáván jako prvorozená bytost všeho stvoření nebo jako původce stvoření, ale v tom smyslu, že je zahajovatelem nového stvoření skrze své vzkříšení.
Larry Hurtado poznamenává, že Ježíš byl brzy po své smrti nazýván Pánem (Kyrios), což ho „překvapivým způsobem spojuje s Bohem.“ Výraz Pán odrážel přesvědčení, že Bůh ho povýšil do božského postavení „po Boží ‚pravici‘.“ Uctívání Boha vyjádřené ve frázi „vzývejte jméno Pána [Jahveho]“ se vztahovalo i na Ježíše, vzývání jeho jména „při společném uctívání a v širším bohoslužebném vyjádření křesťanských věřících (např. křest, exorcismus a uzdravování).“
Podle Hurtada byly silné náboženské prožitky nezbytným faktorem pro vznik Kristovy zbožnosti. Tyto zážitky „zřejmě zahrnovaly vize Božího nebe (a/nebo výstupy na něj), v nichž byl oslavený Kristus viděn ve vyvýšeném postavení.“ Byly interpretovány v kontextu Božích vykupitelských záměrů, jak se odrážejí v Písmu svatém, v „dynamické interakci mezi zbožným, modlitebním hledáním a přemýšlením o biblických textech a pokračujícími silnými náboženskými zkušenostmi.“ Tím byl zahájen „nový způsob zbožnosti, který neměl v židovském monoteismu obdoby“, tj. uctívání Ježíše vedle Boha, čímž se Ježíšovi dostalo ústředního postavení, protože jeho působení a jeho důsledky měly na jeho první následovníky silný vliv. Zjevení, včetně oněch vidění, ale také inspirované a spontánní výroky a „charismatická exegeze“ židovských písem je přesvědčily, že tato zbožnost byla přikázána Bohem.

## Použití

### Ve vyznáních víry
Apoštolské vyznání víry o Ježíši říká, že „vstoupil na nebesa, sedí po pravici Boha Otce všemohoucího“ (Jednotný kancionál, č. 2). Slova „sedí po pravici Otce“ se neobjevují v Nicejském vyznání víry z roku 325, ale jsou přítomna v Nicejsko-konstantinopolském vyznání víry z roku 381, a jsou zachována ve všech anglických verzích Nicejského vyznání víry.

### Použití v chvalozpěvech
Nebeské zasedání je zmiňováno v mnoha hymnech, například v hymnu Charlese Wesleyho Rejoice, the Lord is King:
Sedí po Boží pravici, dokud se mu nepodřídí všichni nepřátelé,
a skloní se před jeho rozkazy a padnou pod jeho nohama:
Pozvedněte své srdce, pozvedněte svůj hlas;
Radujte se, znovu říkám, radujte se!
Vánoční koleda Once in Royal David's City (Jednou v královském městě Davidově) kontrastuje Kristovo skromné narození s jeho nebeským sezením; poslední verš začíná: 
Ne v té ubohé stáji,
kde stojí volové,
ale v nebi,
po pravici Boží na výsostech;